# Rubus wuchuanensis
Rubus wuchuanensis är en rosväxtart som beskrevs av S.Z.He. Rubus wuchuanensis ingår i släktet rubusar, och familjen rosväxter. Inga underarter finns listade i Catalogue of Life.